# 蛇口邮轮中心

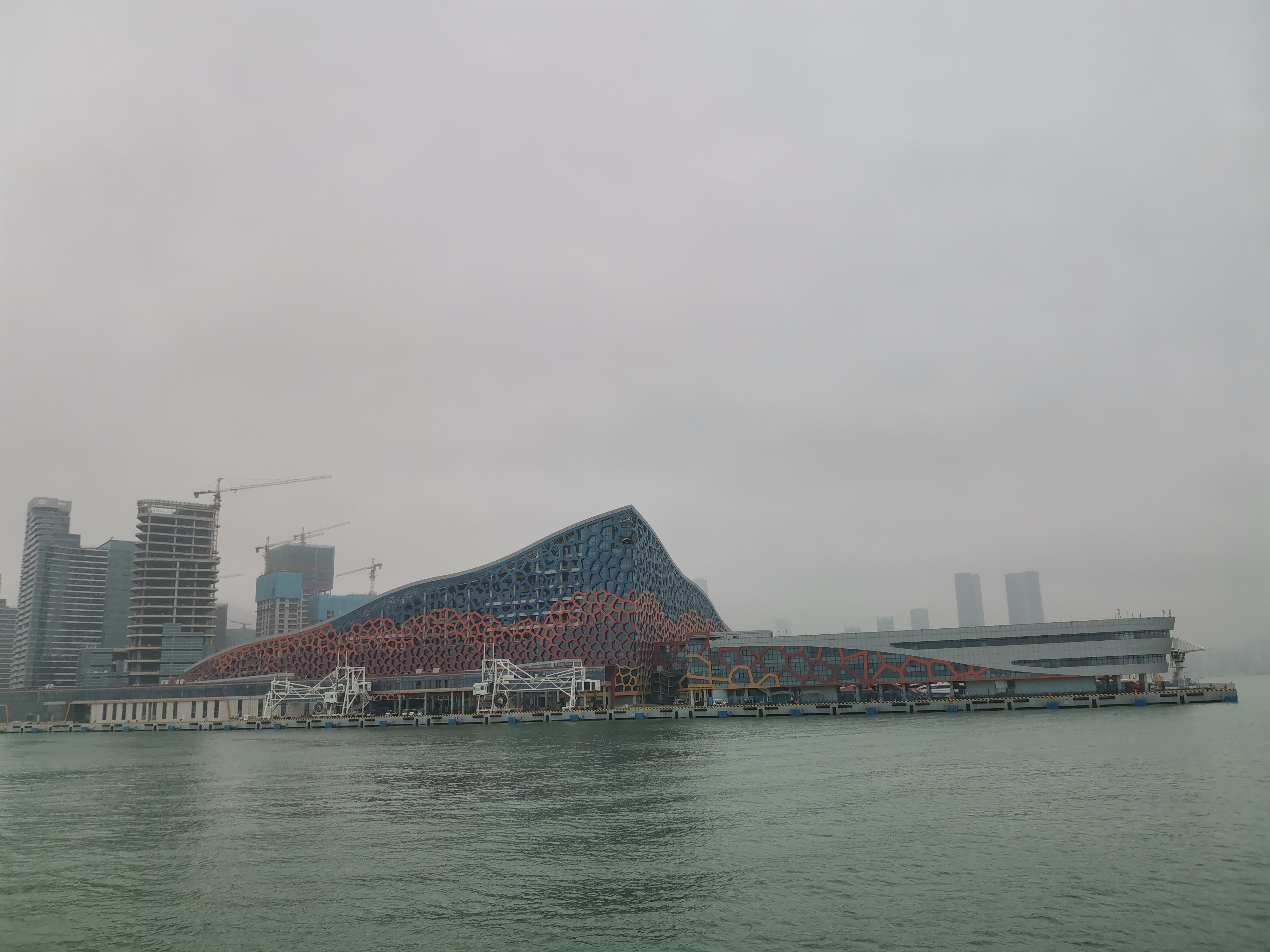
邮轮中心靠海侧

蛇口邮轮中心，位于中华人民共和国广东省深圳市南山区蛇口西南的一個填海區（該區名為太子灣），是一个水、陆客货运输的对外开放口岸，于2016年10月31日正式启用，承担原蛇口客运码头的所有客货运业务。蛇口邮轮中心隶属于招商局集团旗下招商蛇口，是招商蛇口太子湾国际邮轮母港的核心组成部分。

## 规模
规划占地面积4万多平方米，总建筑面积13万平方米，共12层。拥有12万GT邮轮泊位1个、22万GT邮轮泊位1个；客运码头包括3座125m长的突堤、共10个800GT高速客轮（俗稱噴射船）泊位，其中4个国内线泊位、6个港澳线泊位，以及待泊泊位2个。蛇口太子湾邮轮母港是目前中国内地唯一可以停靠22万吨级邮轮的码头。

### 商舖
郵輪中心內有多間商舖，設有中西食肆如吉野家、肯德基、茶餐廳、便利店、紀念品中心等
2023年11月，国泰航空于蛇口邮轮中心开设贵宾室。

## 客运定期航线

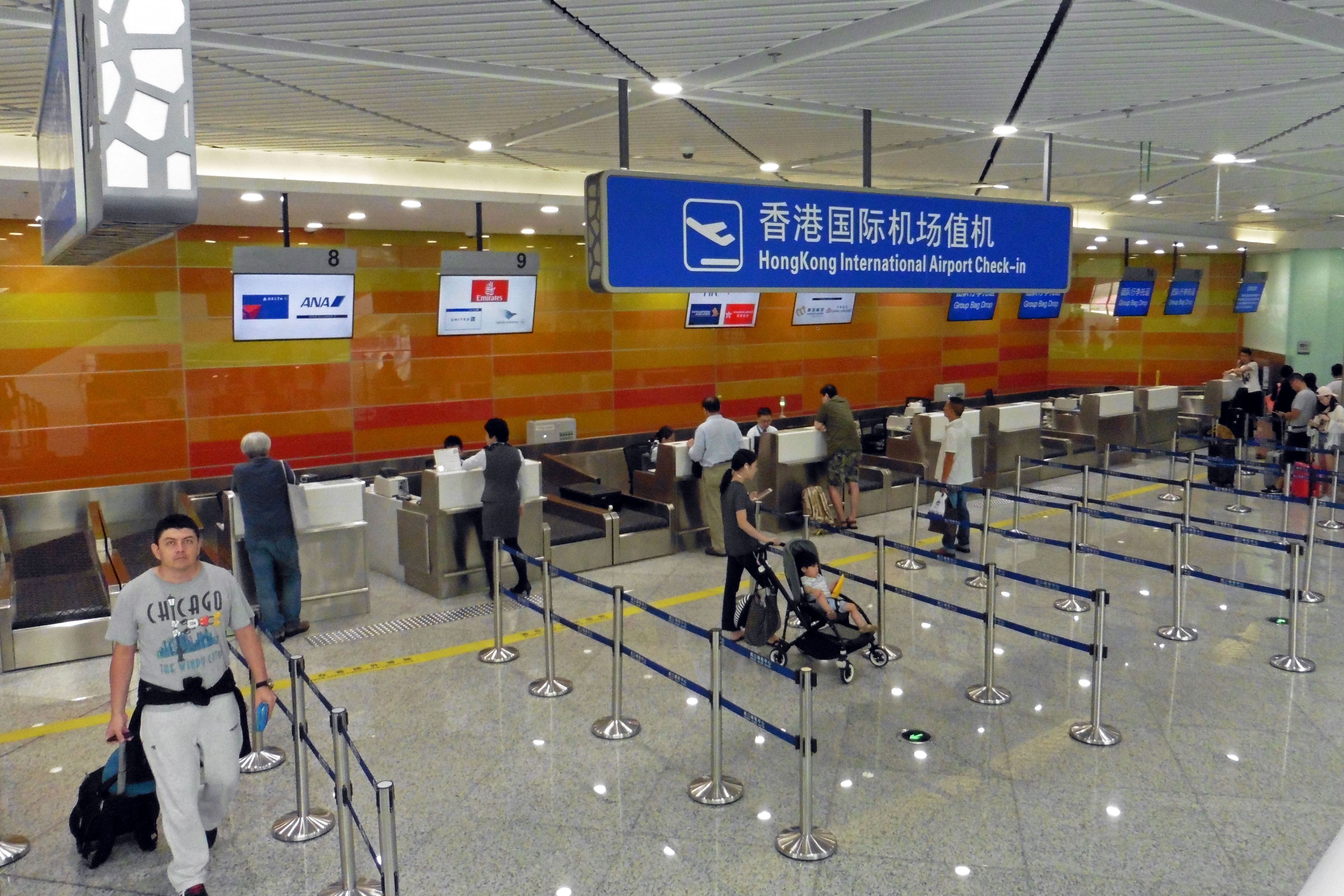
位于邮轮中心内的香港国际机场值机处

### 渡轮航线
- 香港上环港澳码头，航程25海里，航行时间50分钟。（深圳市航运集团轄下鵬星船務、招商迅隆船务联营）
- 香港国际机场海天码头，航程11海里，航行时间30分钟。（深圳市航运集团轄下鵬星船務、招商迅隆船务联营）
- 澳门外港客运码头/氹仔客運碼頭，航程32海里，航行时间60分钟。（深圳市航运集团轄下鵬星船務、招商迅隆船务联营）
- 珠海九洲港，7:30—18:30之间每30分钟一班，18:30—21:30之间每45分钟一班，航程25海里，航行时间70分钟。（深圳市航运集团轄下鵬星船務、珠海高速客轮、广东江华航运联营）
- 珠海外伶仃岛客运码头，航行时间约70分钟。（深圳市航运集团轄下鵬星船務、珠海高速客轮联营）
- 珠海桂山岛客运码头，航行时间约50分钟。（由珠海高速客轮运营）
- 珠海东澳岛客运码头，航行时间约70分钟。（由珠海高速客轮运营）
- 珠海横琴客运码头，航行时间约100分钟。（由招商迅隆船务运营）
- 中山客运口岸，航行时间约50分钟。（由中港客运联营有限公司运营）

此外，蛇口客运中心有由招商迅隆船务运营的，不停靠其他港口的“海上遊”纯观光航线，目前有“海上游深圳”和“海上游港珠澳大桥”两条路线。

### 邮轮航线
歌诗达邮轮
- 威尼斯号：深圳-香港—深圳
- 大西洋号：深圳-日本冲绳那霸-宫古岛-深圳、深圳-越南岘港-深圳、深圳-菲律宾马尼拉-菲律宾苏比克-深圳、深圳-日本八重山诸岛-宫古岛-深圳（包船航线）

地中海邮轮
- 辉煌号（2019年12月开航）：深圳-日本冲绳那霸-深圳、深圳-越南岘港-深圳

招商维京邮轮
- 招商伊敦号（2021年8月开航）：深圳-阳江海陵岛-深圳、深圳-厦门-深圳、深圳-上海

（注：邮轮航线数据时效截止至2022年6月、具体情况以邮轮中心及船公司现场公布为准）

## 陆上距离
- 距离深圳站30公里。
- 距离深圳宝安国际机场30公里。

## 接驳交通
| 地铁 - █12号线：太子湾站 巴士 \| 编号 \| 编号 \| 线路 \| 线路 \| 线路 \| 收费 \| 运营商 \| 备注 \| \| ---- \| ---- \| -------------- \| ---- \| ------------------------ \| ----- \| -------- \| ---------- \| \| \| M105 \| 秀峰工业区总站 \| ⇆ \| 深圳蛇口邮轮中心公交场站 \| 2–7元 \| 巴士四分 \| 原 K105 \| \| \| M448 \| 坂田象角塘总站 \| ⇆ \| 竹子林 \| 3元 \| 东部二分 \| 原 329西段 \| |      |                |      |                          |       |          |            |
| 编号 | 编号 | 线路           | 线路 | 线路                     | 收费  | 运营商   | 备注       |
| | M105 | 秀峰工业区总站 | ⇆    | 深圳蛇口邮轮中心公交场站 | 2–7元 | 巴士四分 | 原 K105    |
| | M448 | 坂田象角塘总站 | ⇆    | 竹子林                   | 3元   | 东部二分 | 原 329西段 |

## 图集

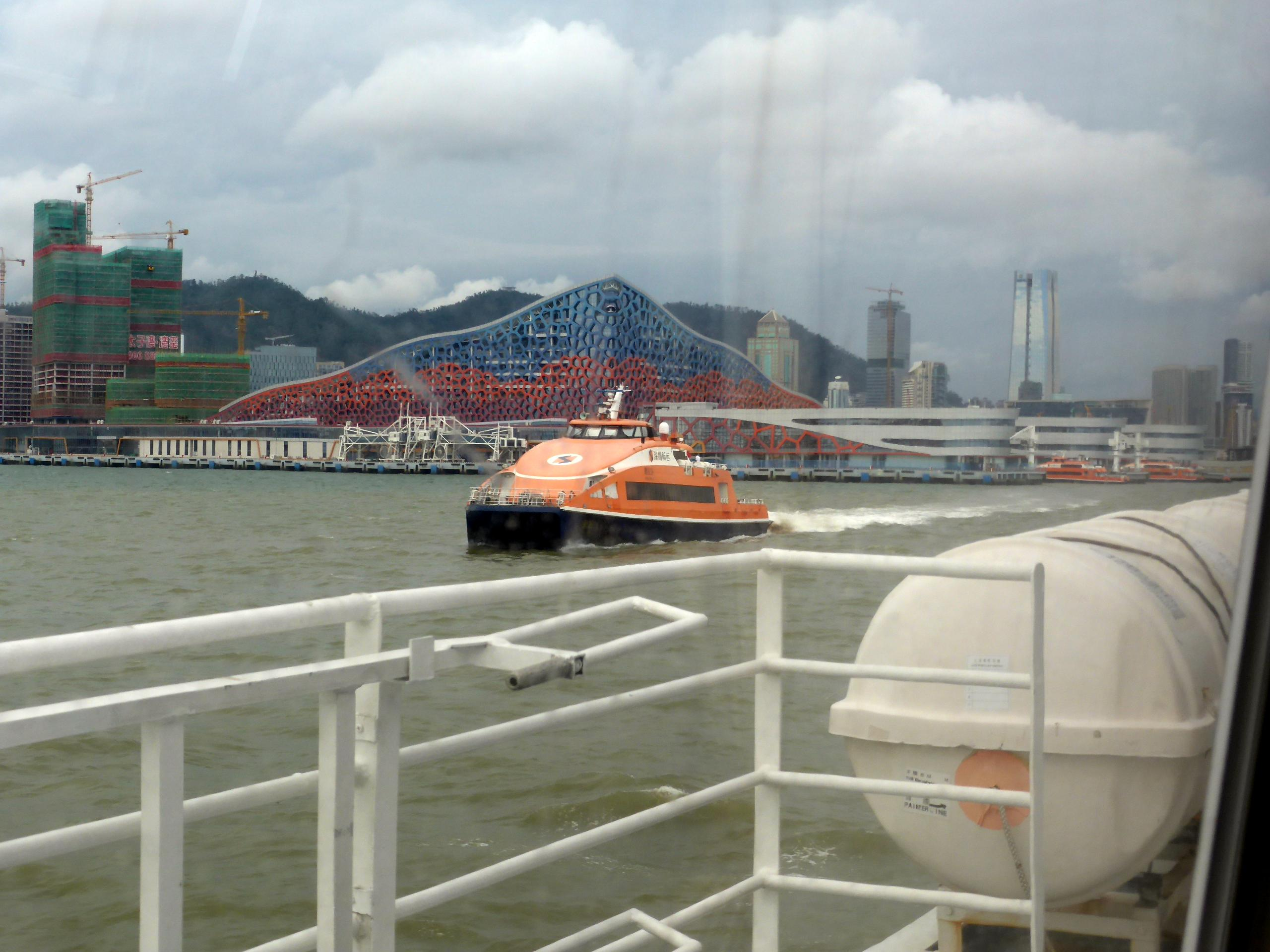
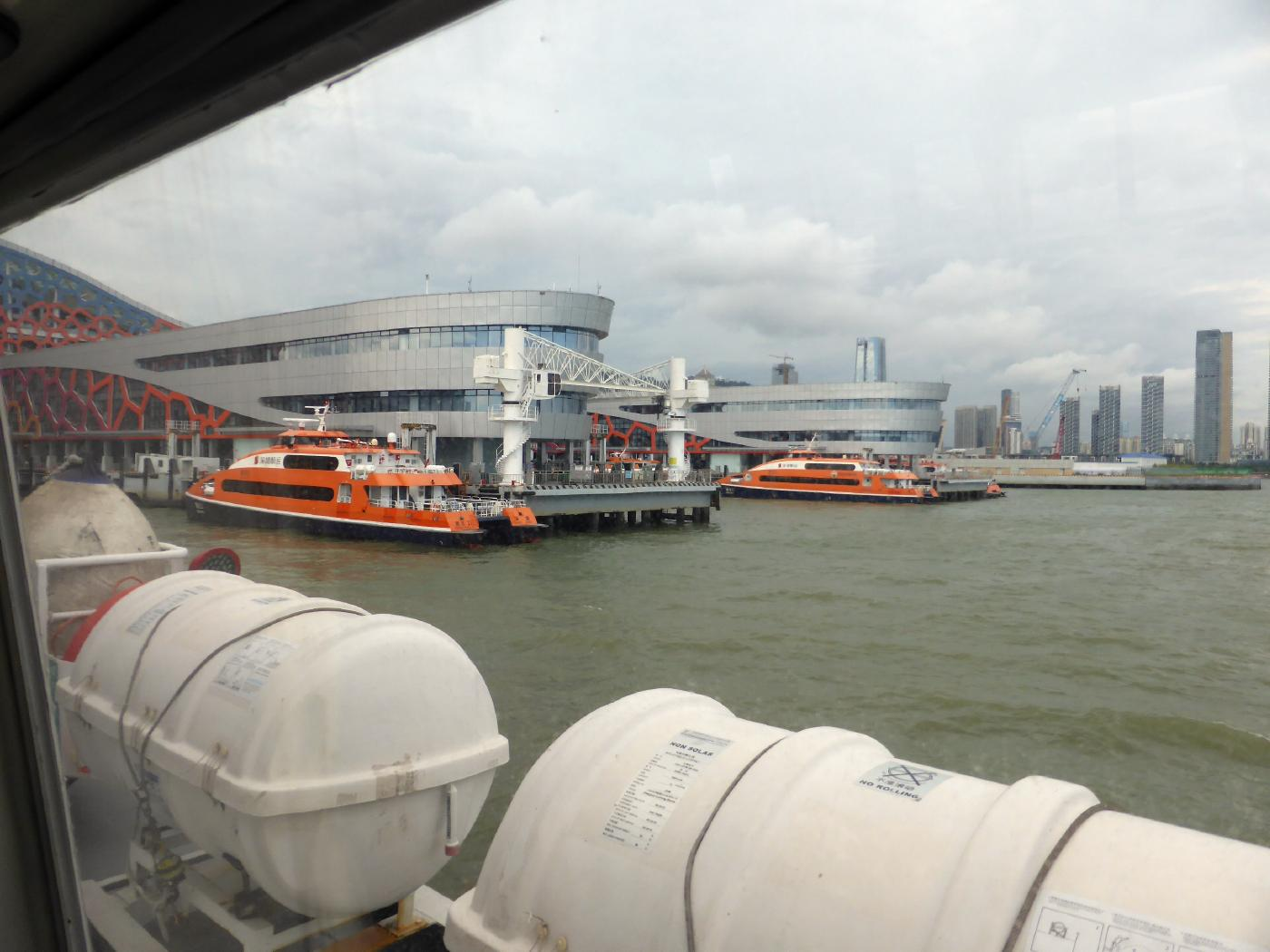
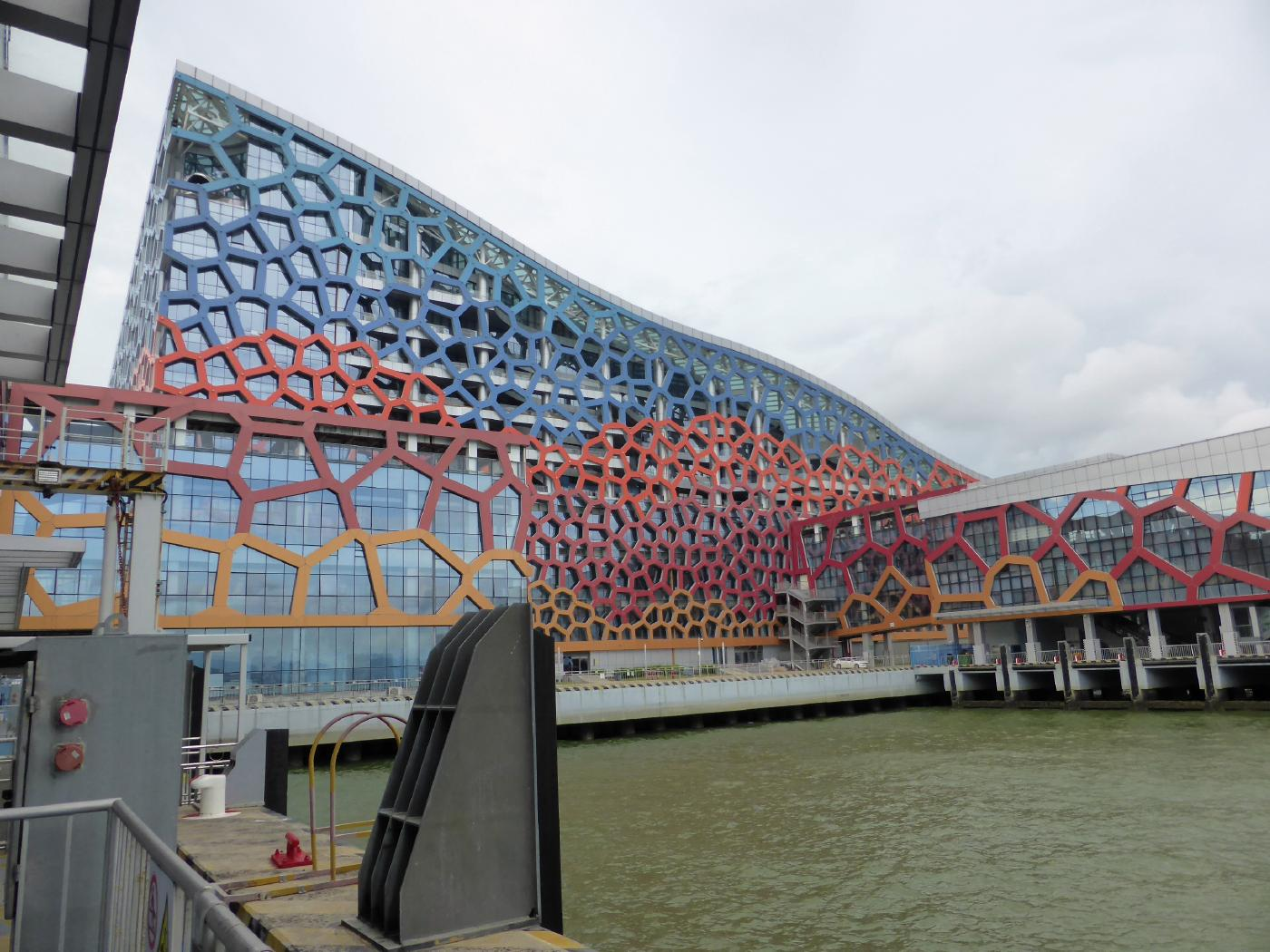
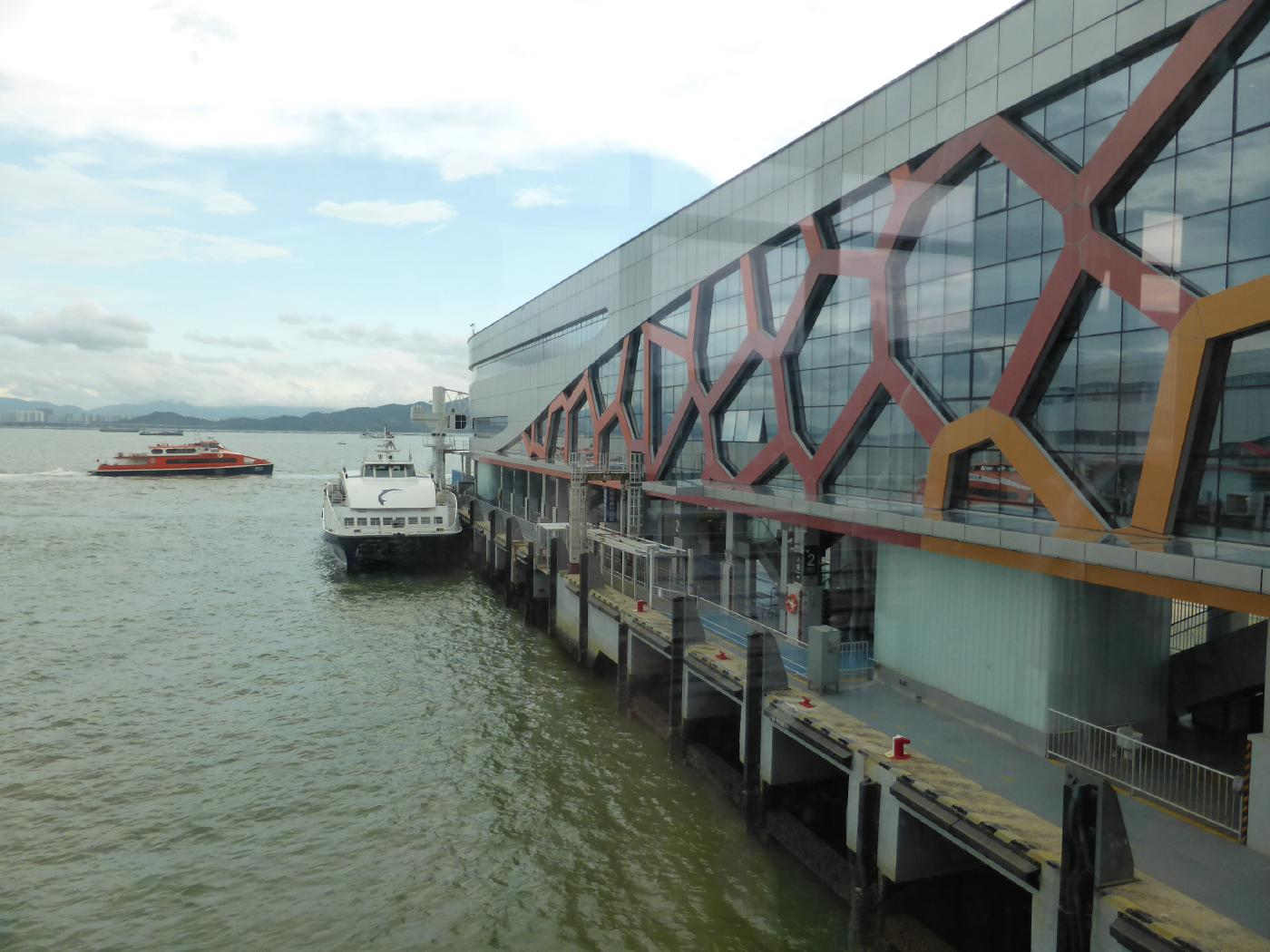
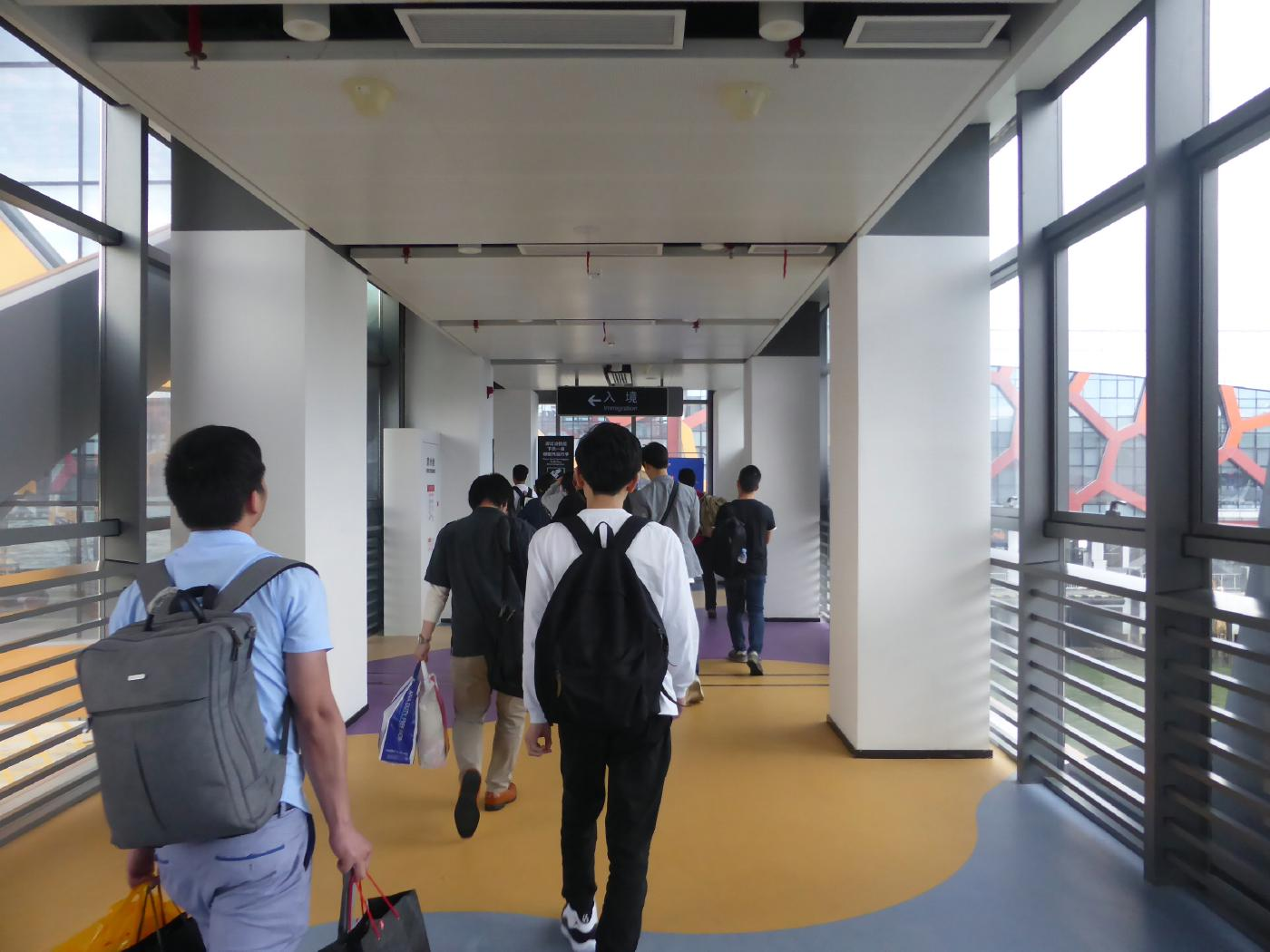
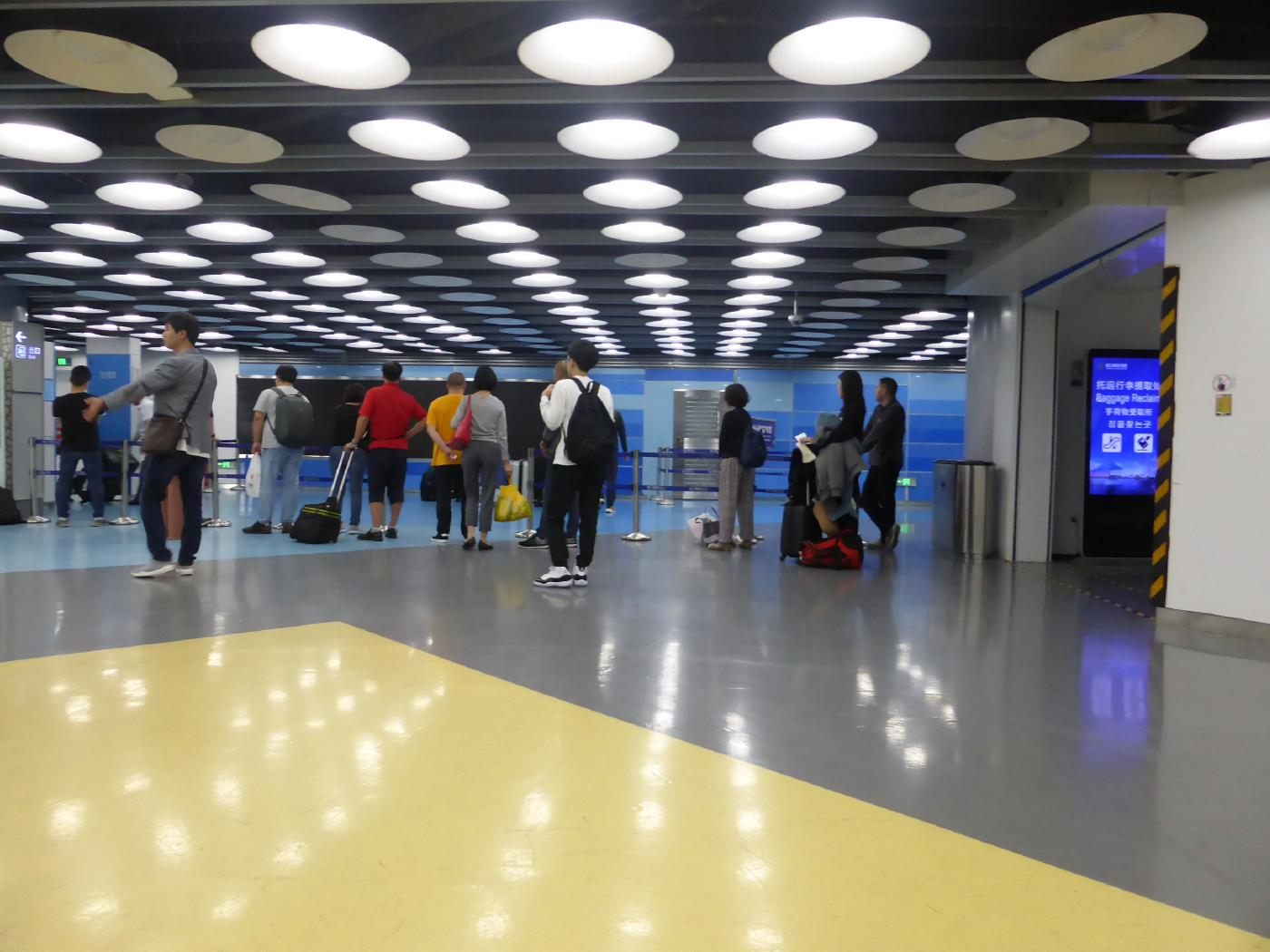
行李领取区
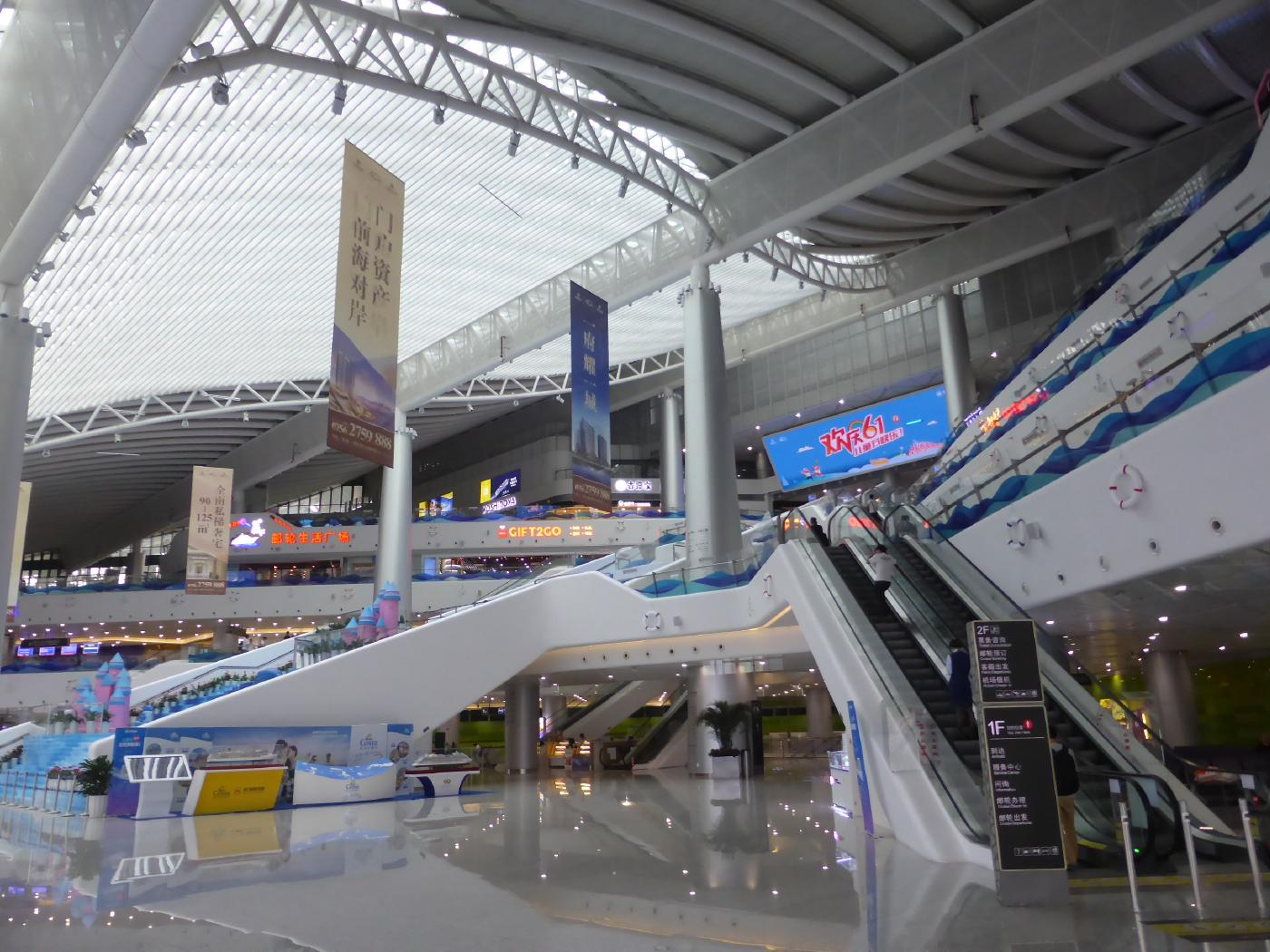
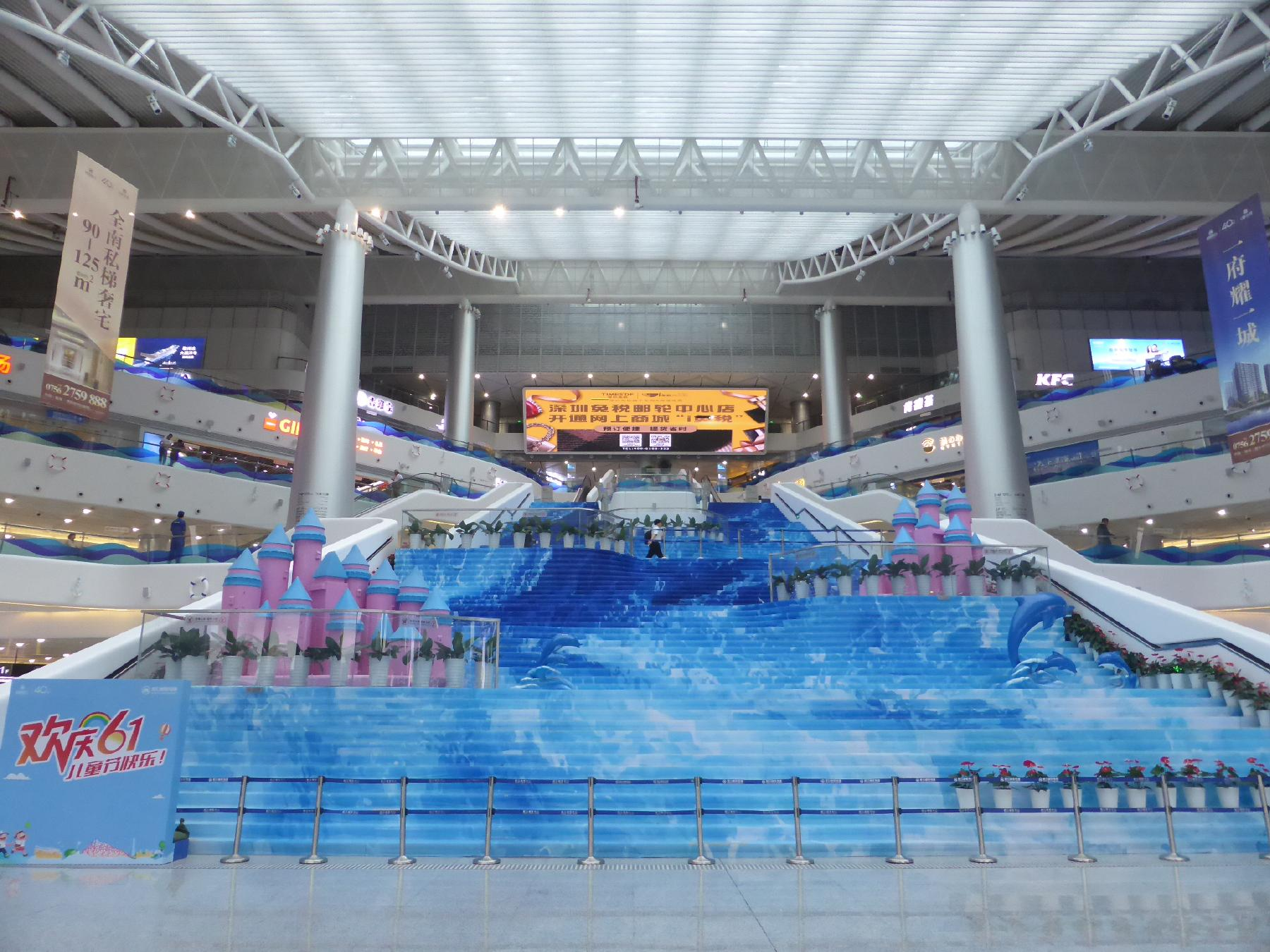
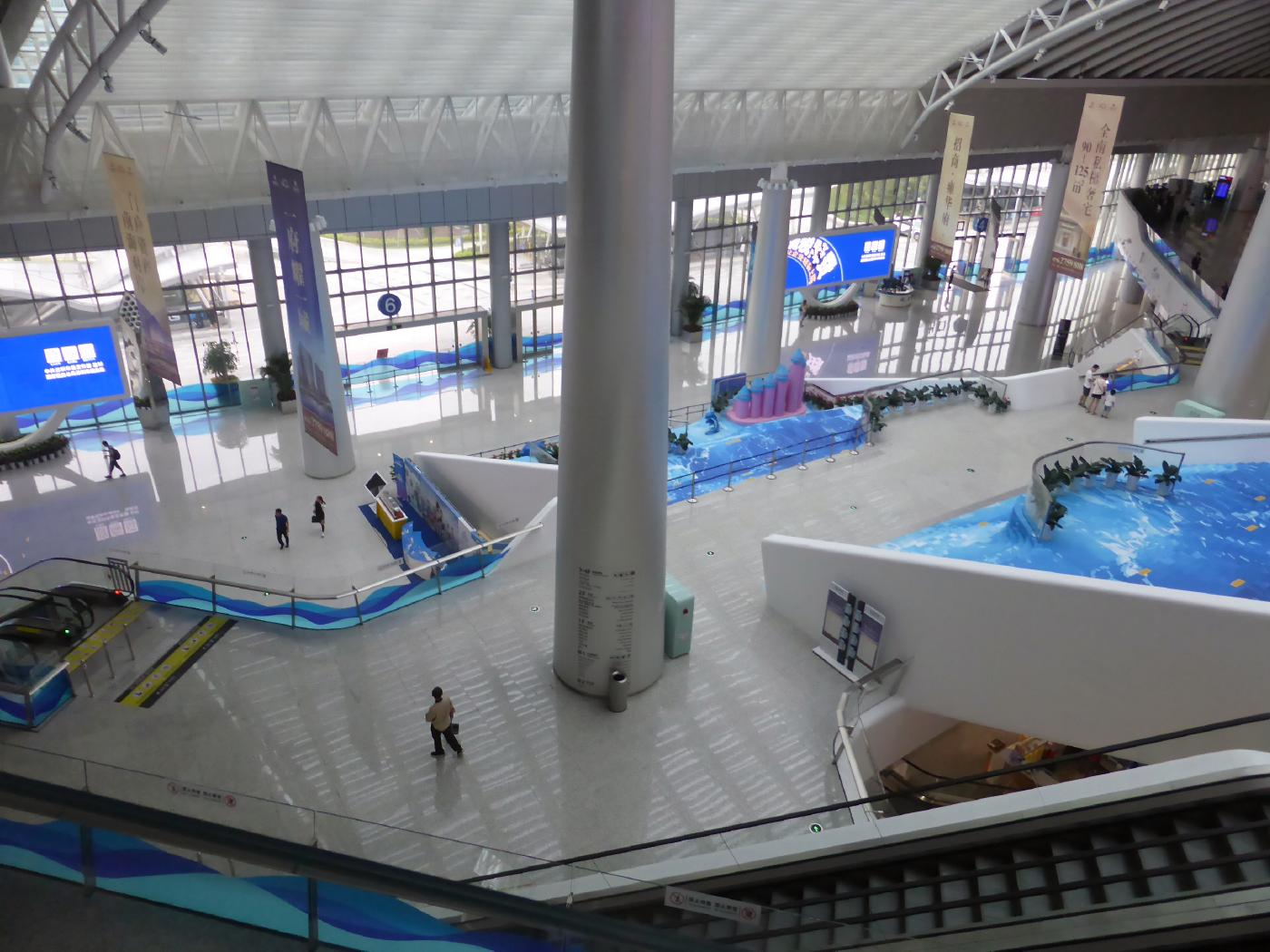
从餐厅所在的三楼观看
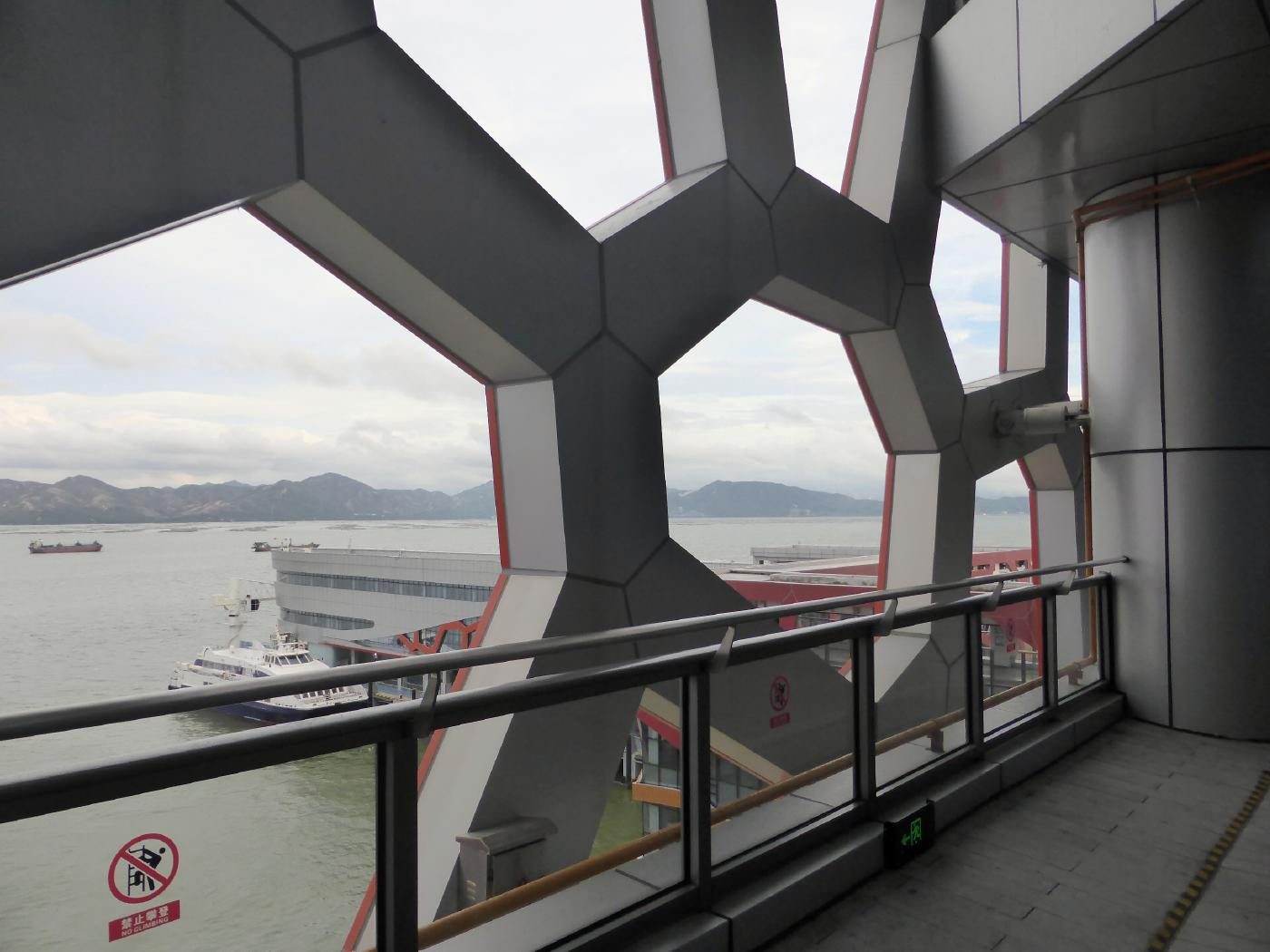
从四楼观看
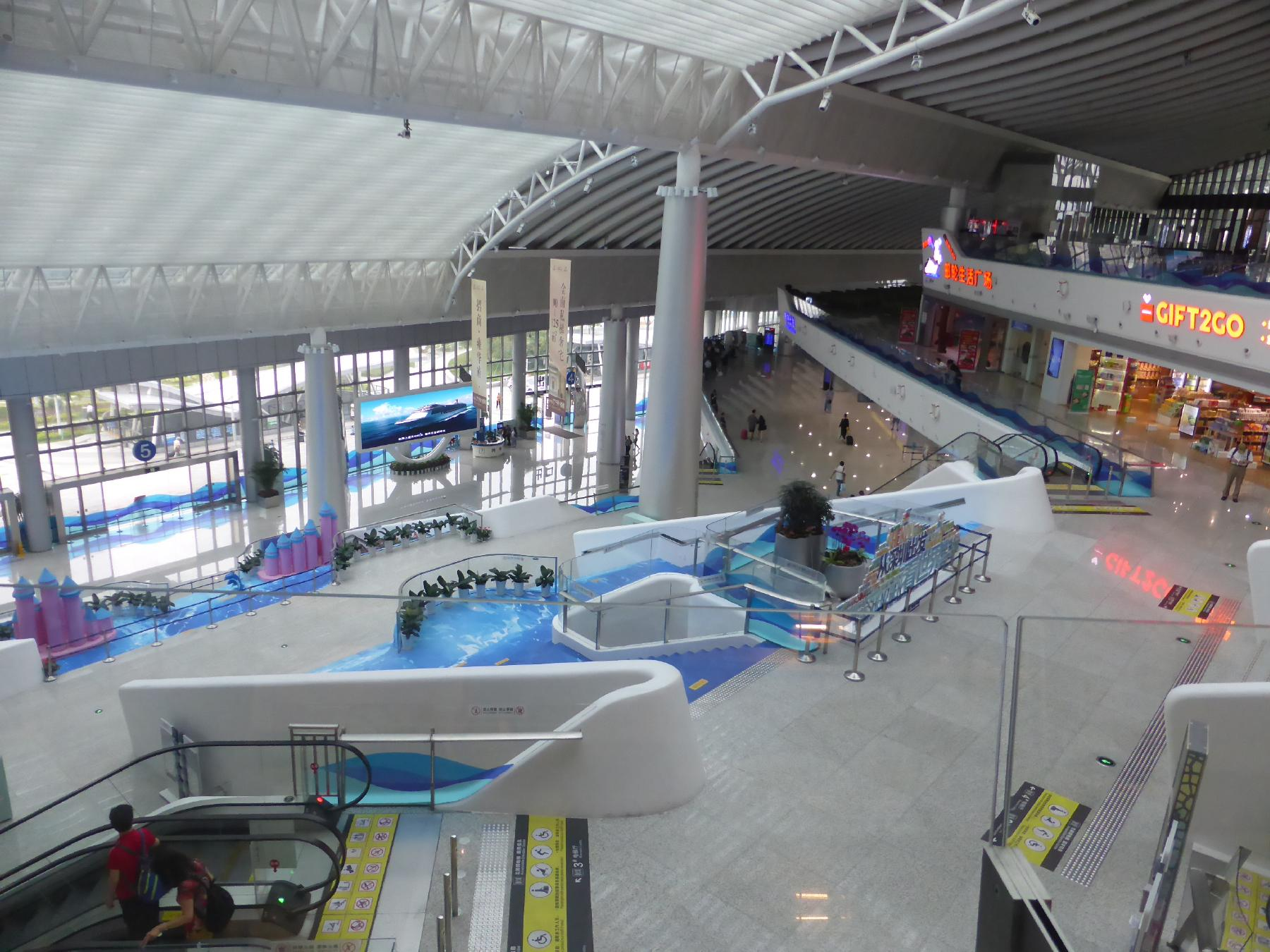
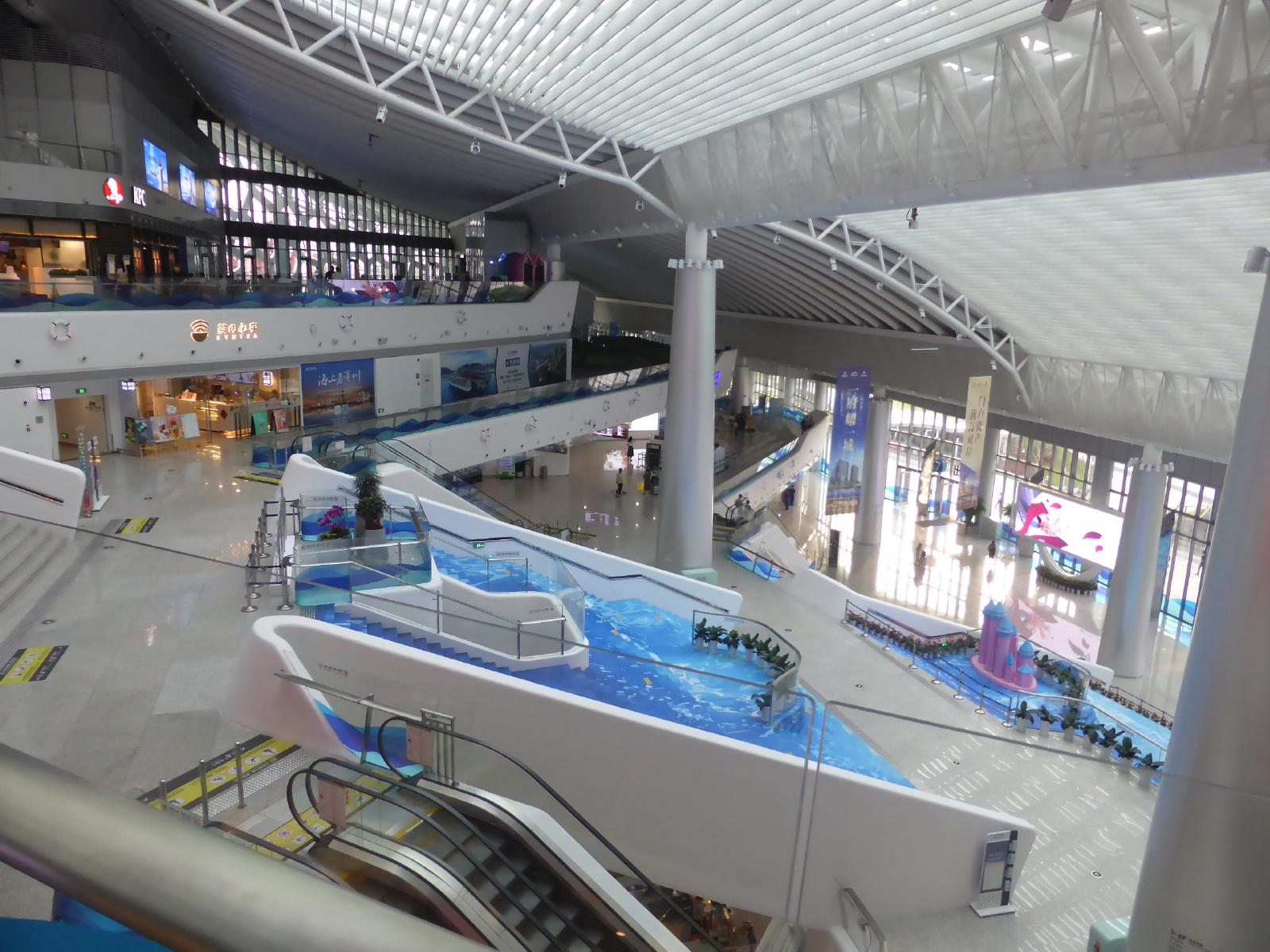
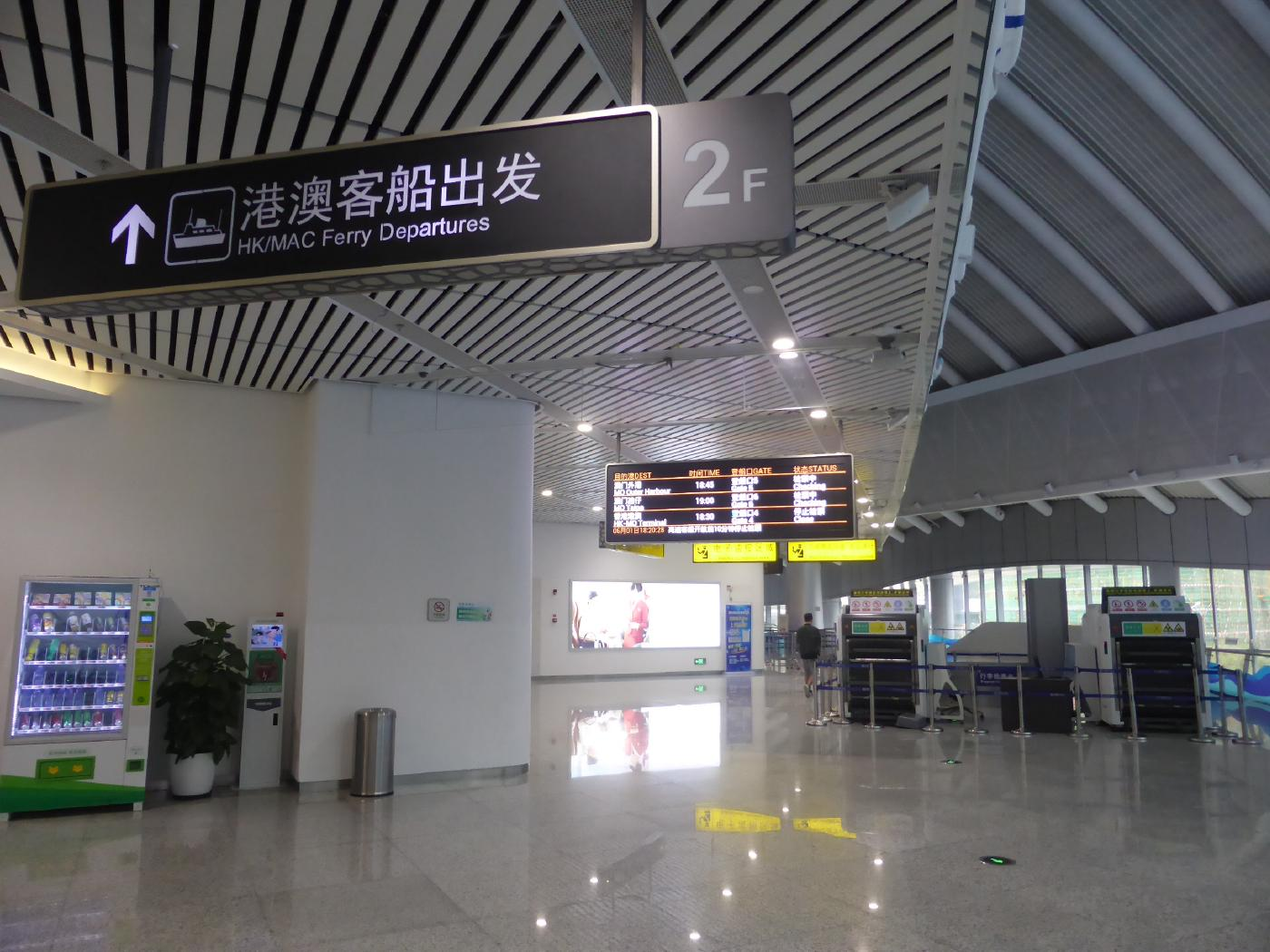
2F香港/澳门的登船口
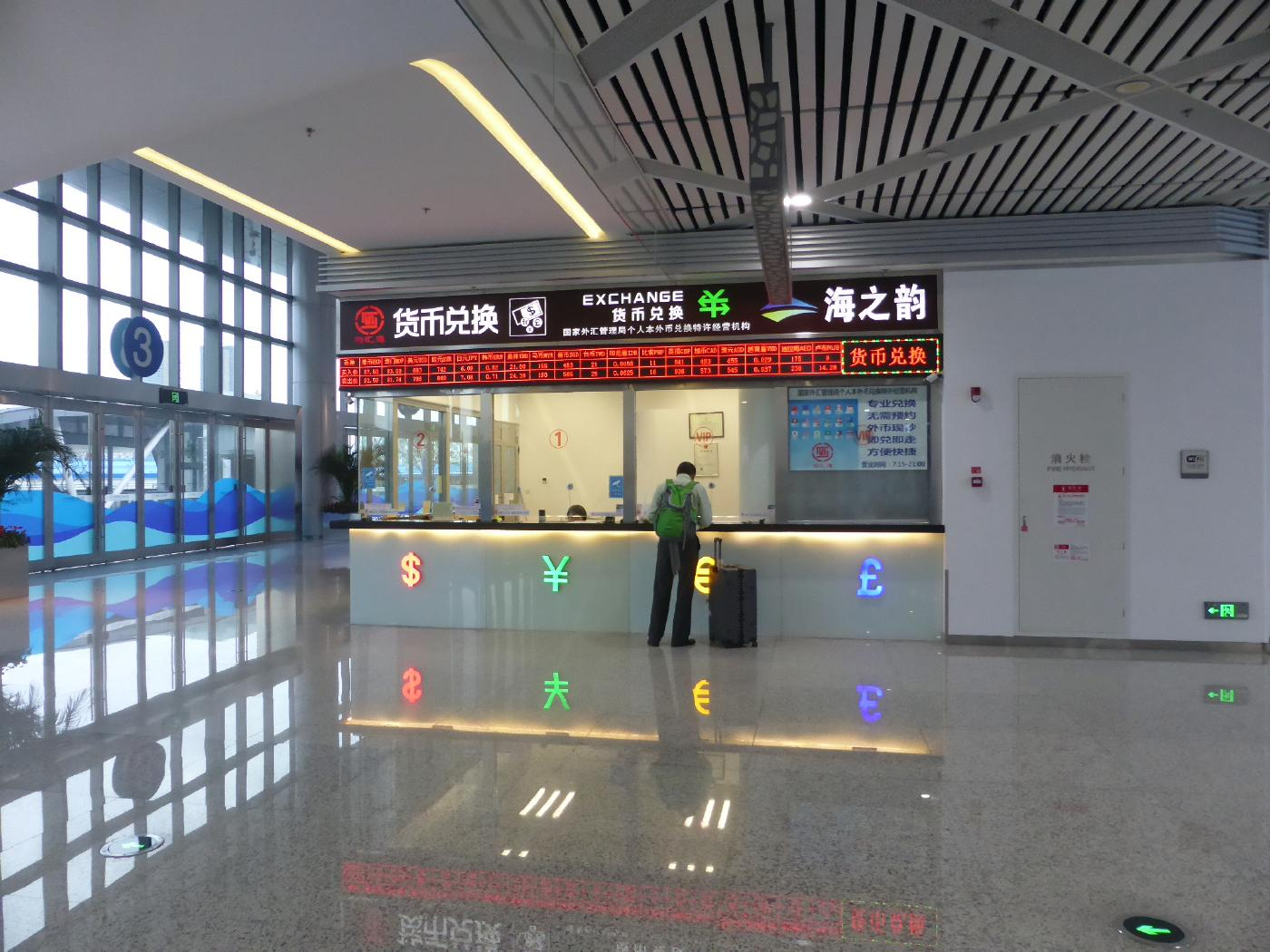
交流处在1楼
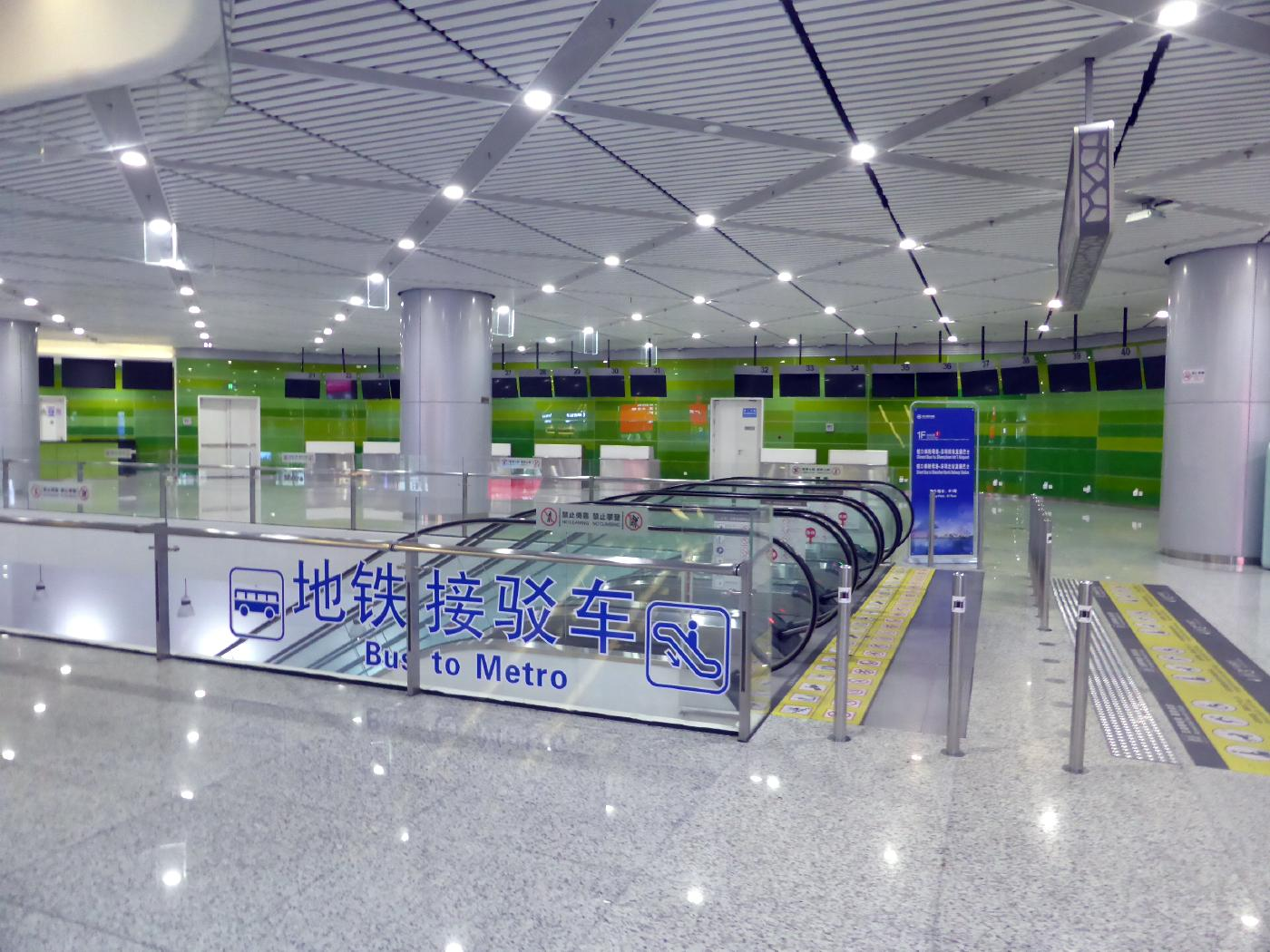
前往地铁站的连接公交从B1出发
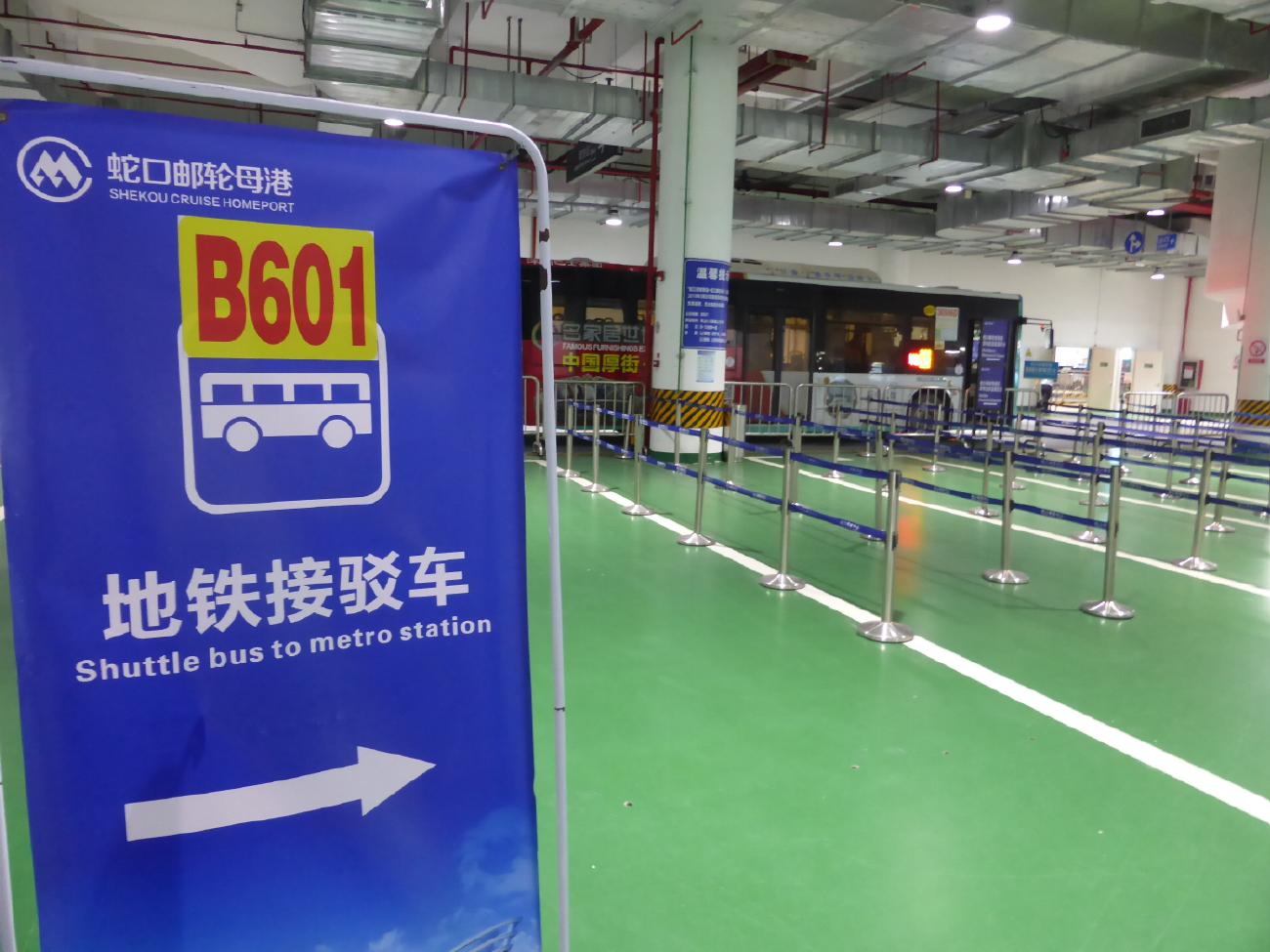
B601地铁接驳车候车区
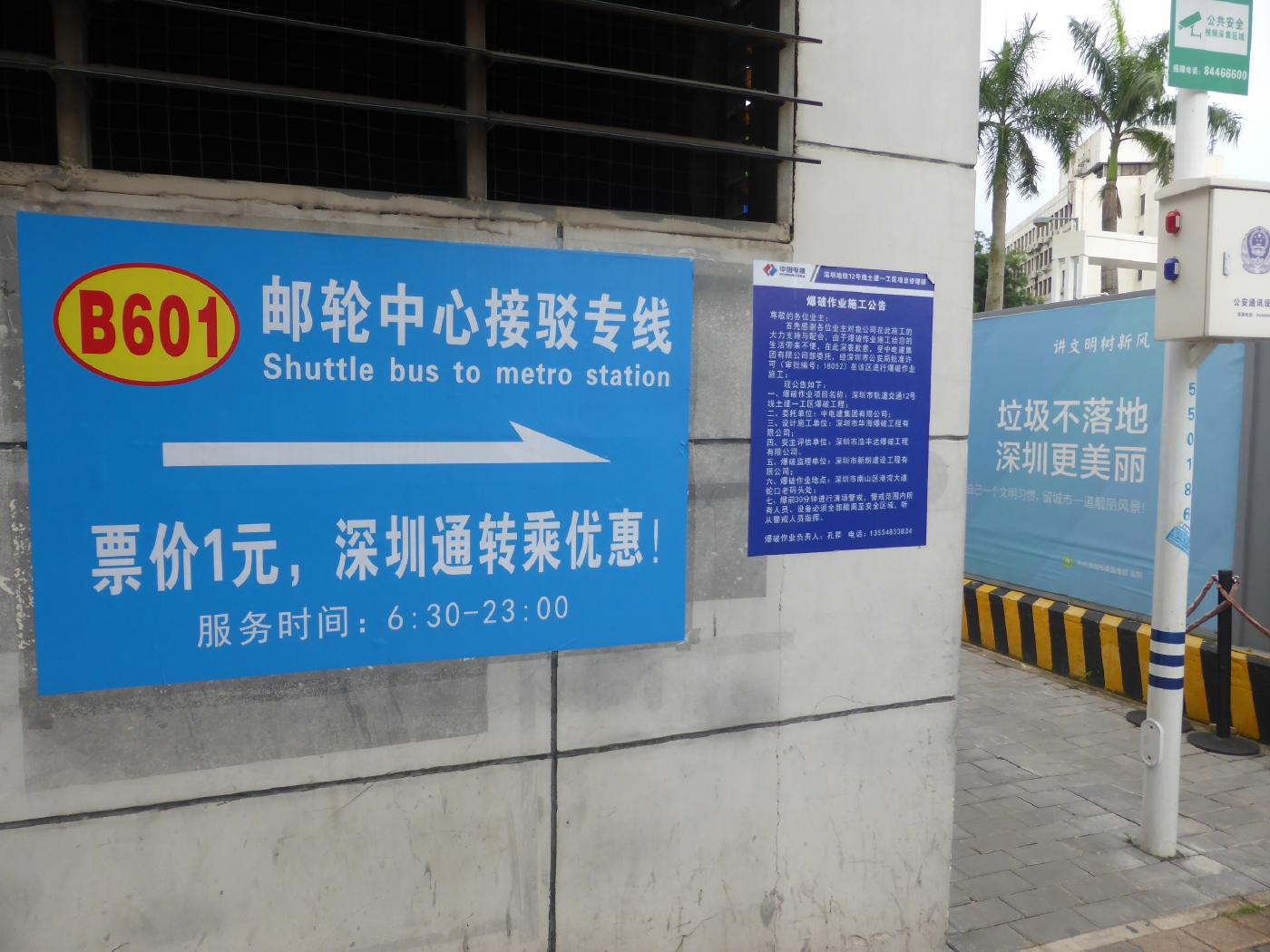
蛇口港站到达后的指示牌
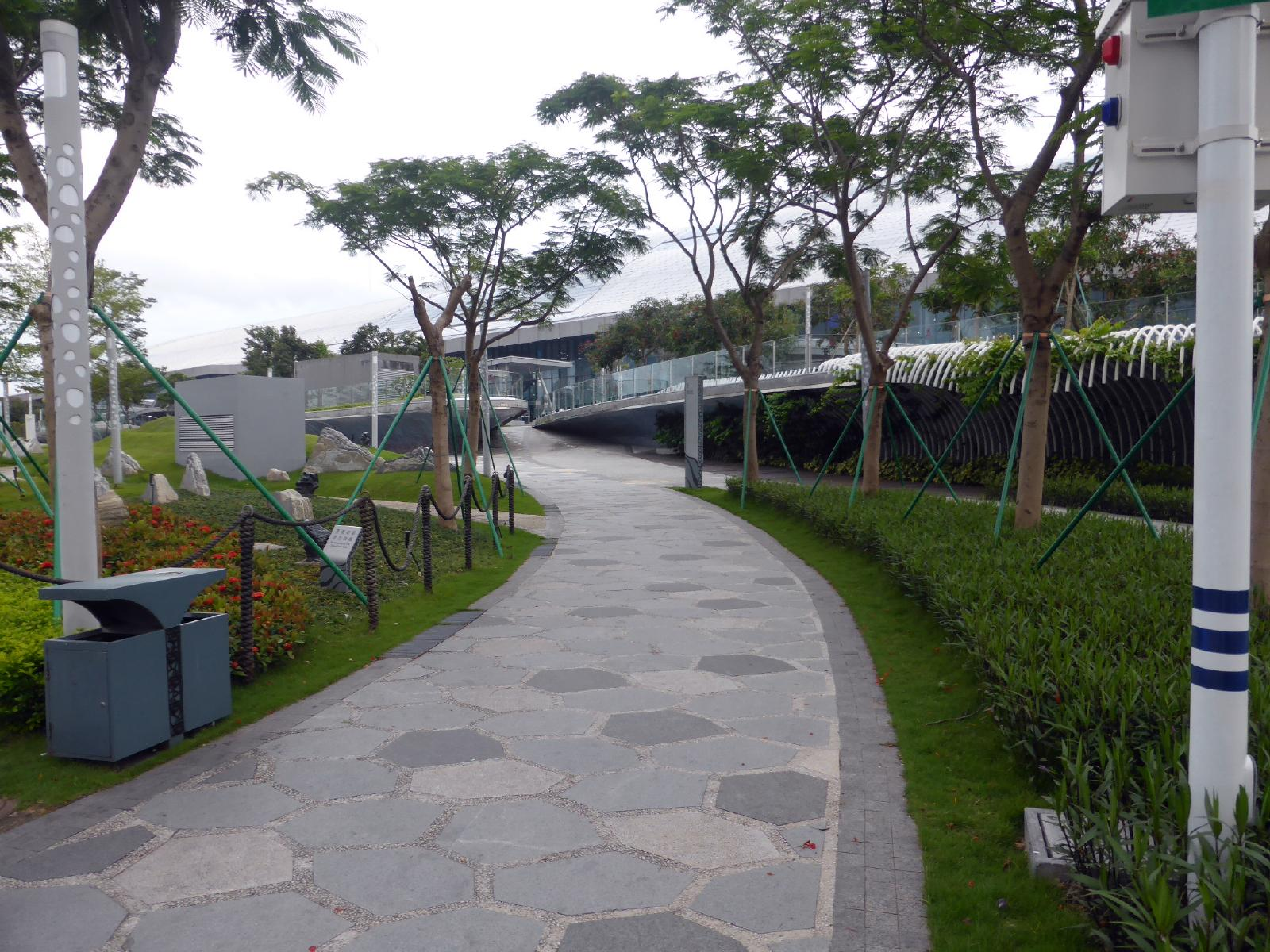
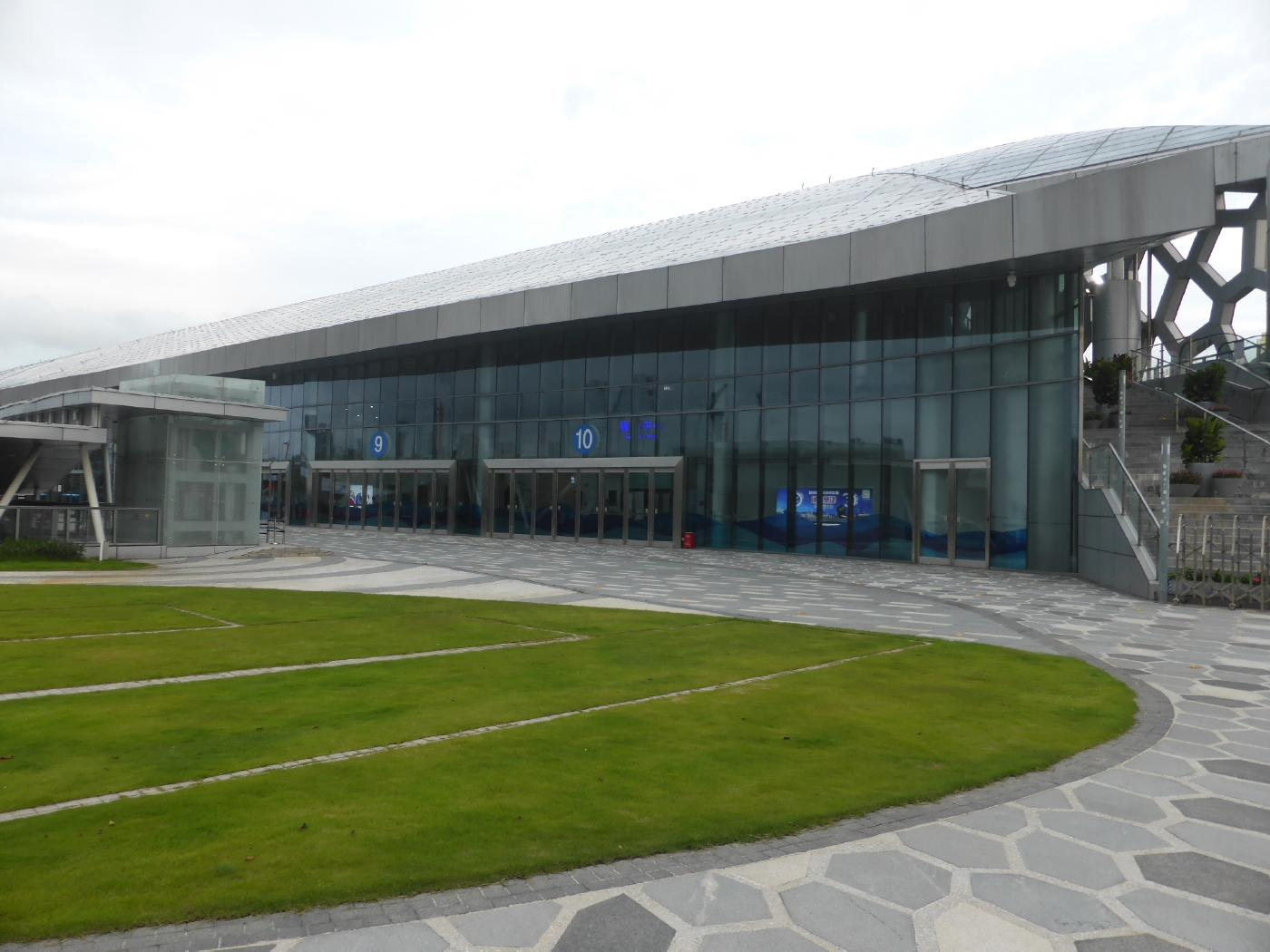
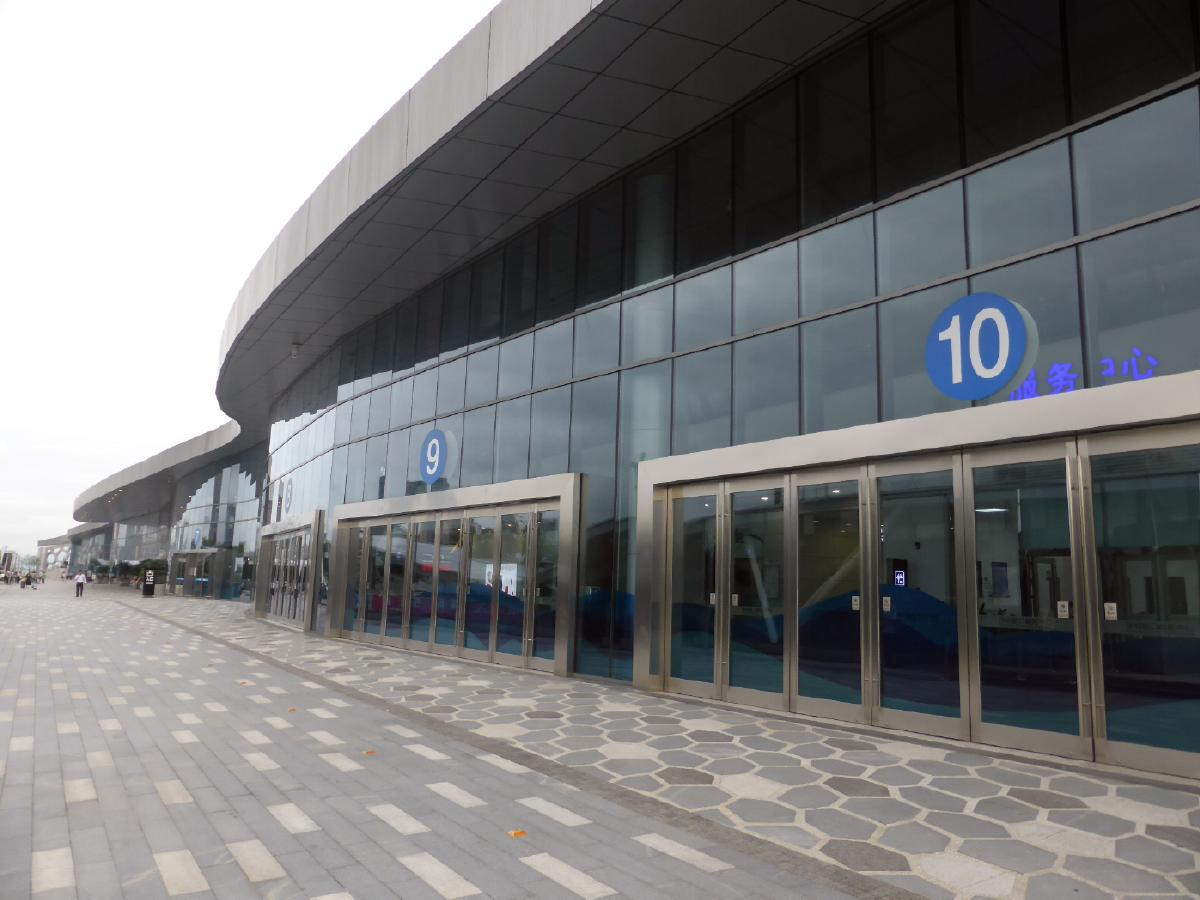
蛇口邮轮中心入口
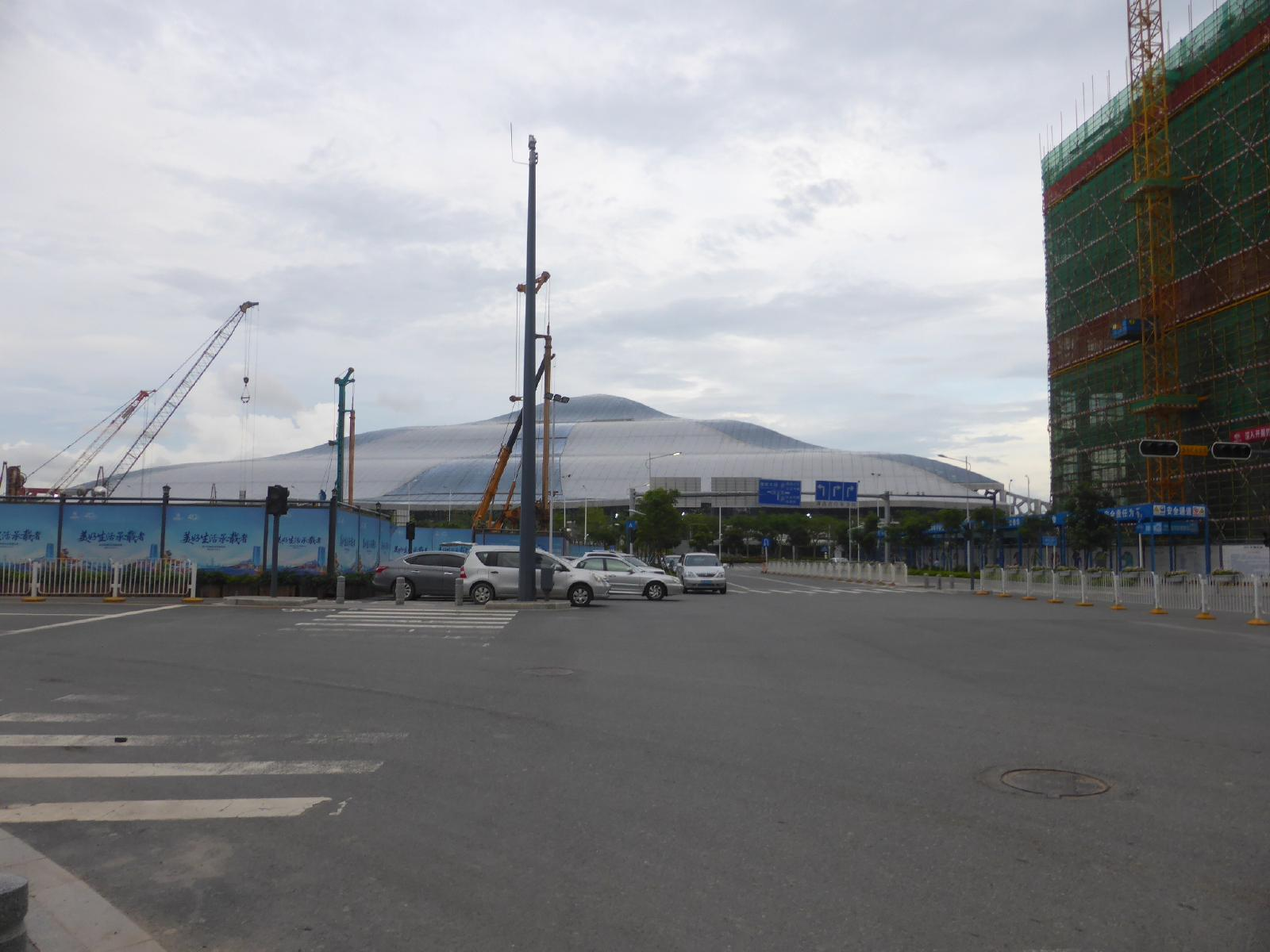
蛇口邮轮中心全景
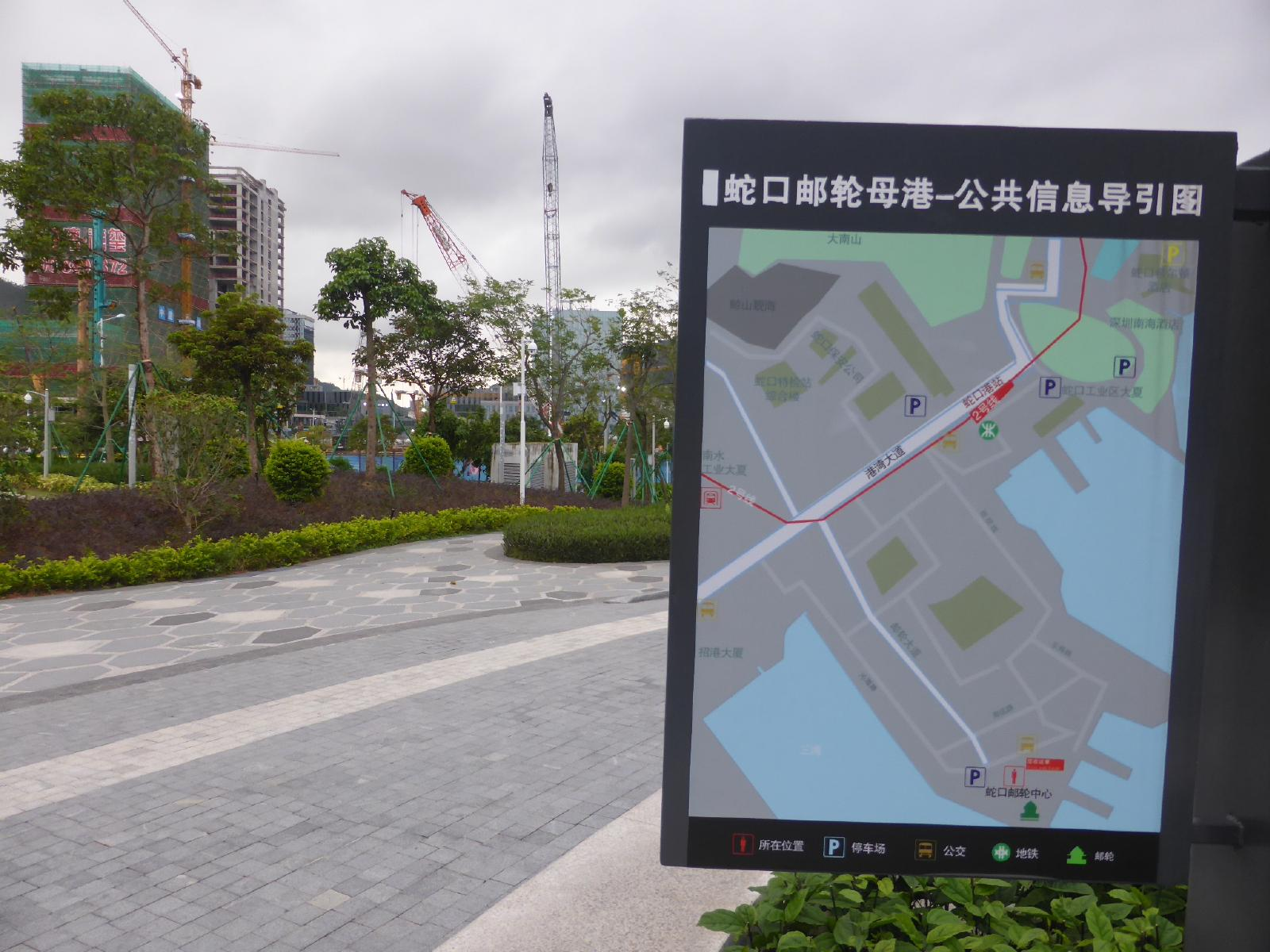
街道图指示牌
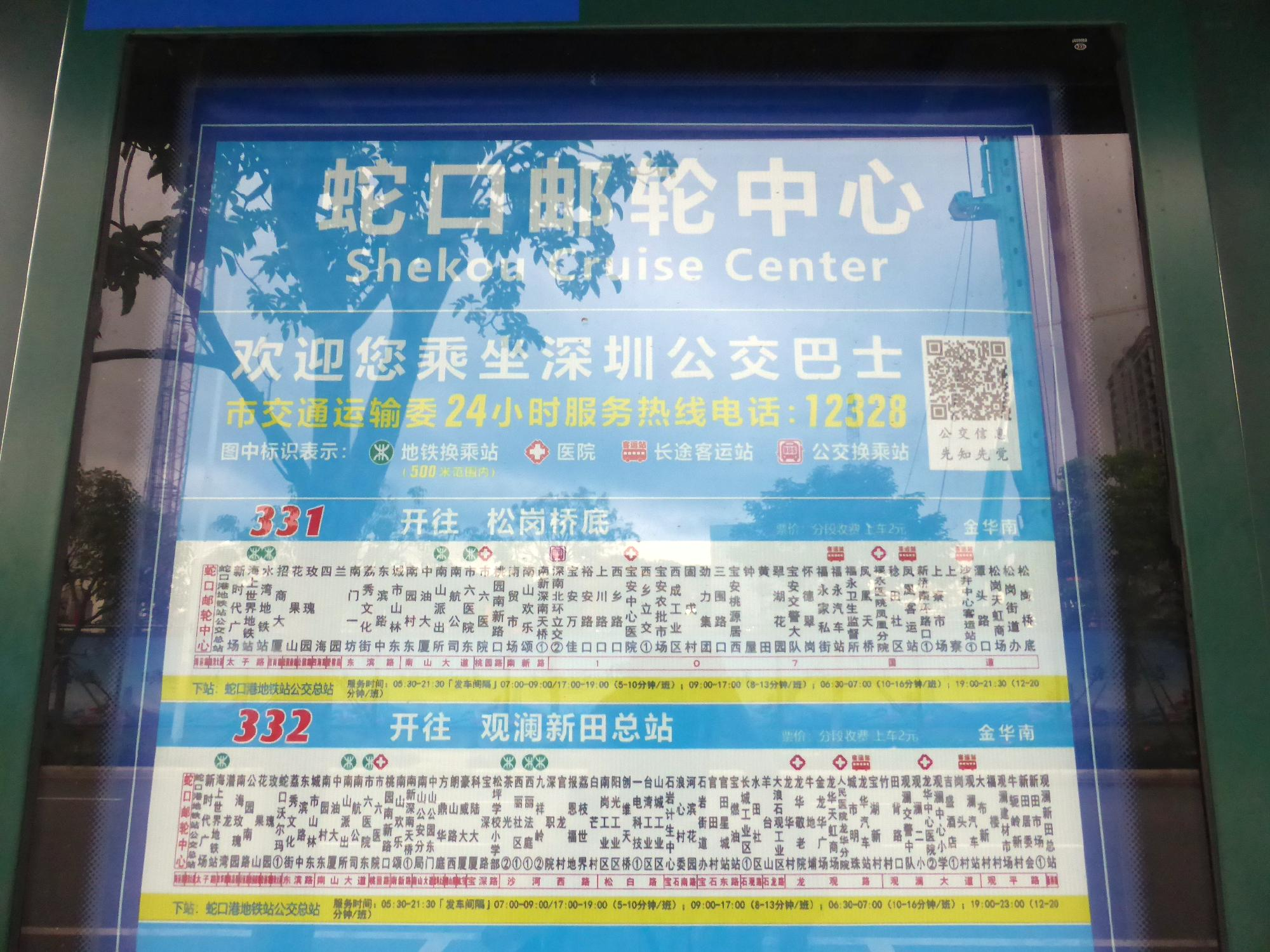
蛇口邮轮中心公交站线路图
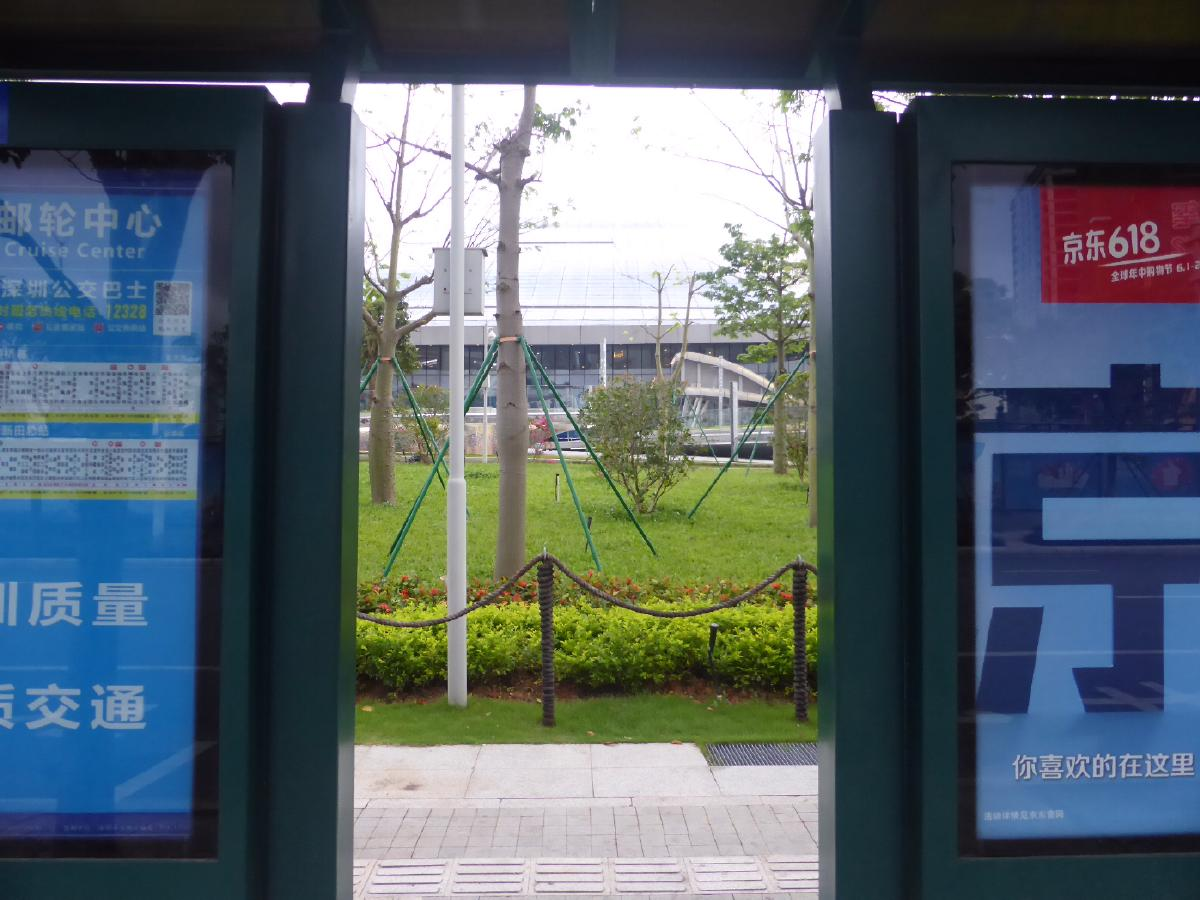
蛇口邮轮中心公交车站

## 另見
- 蛇口港